# Енріко Джованніні
Енріко Джованніні (італ. Enrico Giovannini; нар. 6 червня 1957 року, Рим) — італійський статистик, економіст і політик, міністр праці та соціальної політики Італії (2013—2014). Міністр інфраструктури Італії в уряді Маріо Драґі.

## Життєпис
У 1981 році закінчив Римський університет Ла Сапієнца за фахом «економіка і підприємництво». У 1982 році почав працювати в Національному інституті статистики (ISTAT), в 1989—1991 роках керував дослідницькою роботою в Національному інституті вивчення кон'юнктури (ISCO). З 2002 року — професор економічної статистики на Економічному факультеті Римського університету Тор Вергата. З 2001 по 2009 рік — головний статистик і директор Статистичного управління ОЕСР.
24 липня 2009 року Рада міністрів Італії призначила Джованніні президентом ISTAT.
У 2011 році очолив Конференцію європейських статистиків і Економічну комісію ООН з проблем Європи. Голова опікунської ради проекту «Міжнародна порівняльна програма», здійснюваного Світовим банком для розрахунку економічних потенціалів на основі паритету купівельної спроможності в світовому масштабі, голова статистичної консультативної ради ООН для розрахунку індексу людського розвитку.
28 квітня 2013 року отримав посаду міністра праці і соціальної політики в уряді Летта і зберігав її до закінчення повноважень уряду 22 лютого 2014 року. 30 березня 2014 року президент Італії Джорджо Наполітано включив Джованніні до складу дослідницької групи «десяти мудреців», якій було поставлено завдання підготувати пропозиції щодо соціально-економічних реформ і проблем вдосконалення Європейського союзу.
Джованніні є офіційним представником створеного в 2016 році Італійського альянсу за сталий розвиток (Alleanza Italiana per lo Sviluppo Sostenibile) — аналітичного центру, зайнятого виробленням заходів, які повинні сприяти досягненню Італією цілей сталого розвитку до запропонованого ООН терміну в 2030 році.